# Joan Bert i Padreny
Joan Bert i Padreny (Barcelona, 8 d'agost de 1927 -13 d'octubre de 1993) fou un fotògraf català.

## Biografia
Des de ben jove començà a ajudar el seu pare, Joan Bert i Vila, i el soci com aprenent. Centrà la seva activitat al diari Mundo Deportivo per a qui realitzà el primer encàrrec important, la Volta Ciclista a Catalunya de 1945, i la va cobrir fins al 1960. També feu fotografia d'espectacles. Publicà a 'Triunfo, "Revista", Vida Deportiva, Tele-Exprés, Tele-Estel i España de Tànger. L'any 1965 començà a treballar com a càmera de televisió i s'integrà a la plantilla de Televisió Espanyola l'any 1968, on va formar part del gabinet de direcció i del gabinet de premsa i relacions públiques fins a la seva jubilació l'any 1990.

## Premis i reconeixements
Al llarg de la seva vida va rebre diverses distincions entre les quals destaquen la Medalla al Mèrit Esportiu l'any 1970 i la Medalla pòstuma als pioners de l'esport l'octubre de 1995.

## Fons personal
El seu fons personal es conserva a l'Arxiu Nacional de Catalunya. El fons va ingressar a l'ANC amb virtut del contracte de compravenda signat entre el llavors Conseller de Cultura, senyor Joan Guitart i Agell i la senyora Carme Sala Chavarria, propietària i hereva com a vídua de Joan Bert i Padreny, el 28 de desembre de 1995. La documentació va ingressar el 15 de gener de 1996. El seu pare Joan Bert i Vila també fou fotoperiodista.